# Раківка (Бучанський район)

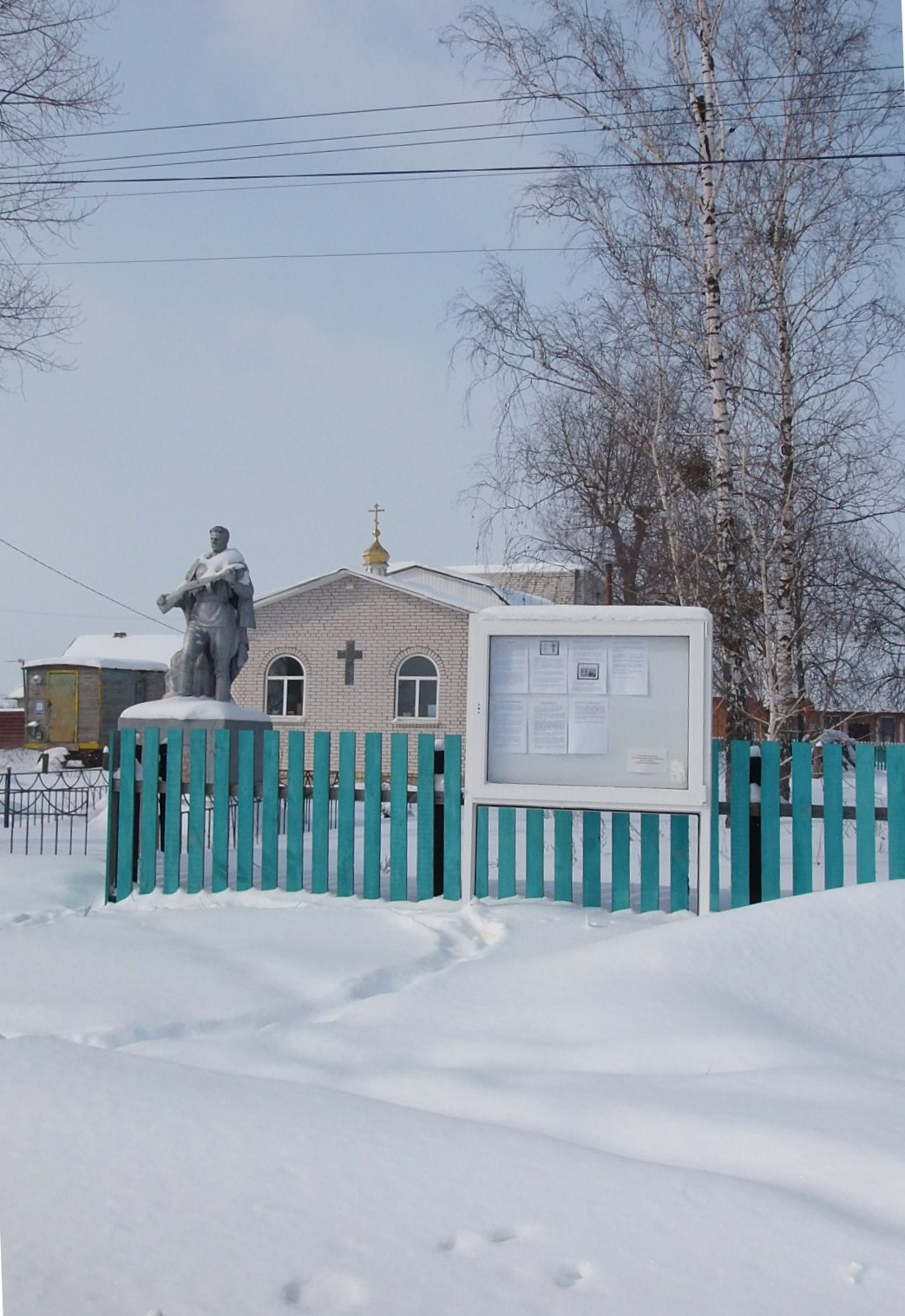
У Раківці

Ракі́вка —  село в Україні, у Бучанського району Київської області. Кількість населення на 01.07.2022 – 256. Входить до складу Синяківського старостинського округу Бучанської міської громади (села Синяк, Вороньківка, Раківка, Червоне). Тимчасово виконуюча обов’язків старости округу – Віра Дмитрівна Марченко (мешканка Раківки).

## Історія
У 1850 р. село Раківка входило до володінь поміщика Синельникова разом з селами Литвинівка, Демидів, Синяк, Абрамівка.
У праці Лаврентія Похилевича «Уезды Киевский и Радомысльский. Статистические и исторические заметки о всех населенных местностях в этих уездах и с подробными картами их / собрал Лаврентий Похилевич. – Киев: Тип. А. Давиденко, 1887» про с. Раківку написано:
«д. Раковка, на левой стороне Ирпеня, выше Демидова верст на 10; в таком же расстоянии от. м. Гостомли. Жит. о. п. 225; ревиз. 74, с надел. 192 дес. и плат. в год вык. 125 р. 26 к. Есть экономический фольварок с небольшим фруктовым садом и огородом. В заливах реки водится, или водилось прежде много раков; отсюда название деревни. Есть следы длинной гати чрез Ирпень, разорванный рекою во многих местах. По преданию при этой гати, лет за 150 были мельницы двигавшие машины, толокшие железную руду здесь и в окрестностях добываемую».
У виданні «Список населенных мест Киевской губернии / издание Киевского губернского статистического комитета. – К., 1900. - С. 154» подано такі відомості про Раківку: 
«Д. Раковка (владельч.). В ней дворов – 59, жителей обоего пола – 339 чел., из них мужчин – 167 и женщин – 172. Главное занятие жителей – хлебопашество. Расстояние от уездного города [Киева] до деревни – 31 верста… Железнодорожная станция носит название «Киев», пароходная – «Глебовка». Почтово-телеграфная и почтовая земская станции находятся в м. Дымер. В деревне числится земли, принадлежащей крестьянам – 242 десятины, земля же помещичья показана в общем количестве по с. Литвиновке; хозяйство на крестьянской земле ведется по трехпольной системе. Деревня принадлежит Действительному Статскому Советнику Алексею Николаевичу Синельникову. В деревне имеются: одна часовня и одна школа грамоты…».

Замітка в газеті «Рада», 1908, 23.07 (№168), с. 3:
З Київщини. Шукають правди.
Ще 1864 року , як стверджувалась уставна грамота, селяне с. Раківки, київського пов. вимовили собі  в литвинівській економії пана Синельникова сервіути й окремі вигоди на випас худоби на економичеських толоках та вільних місцях, а також право напувати худобу з економичеських колодязів, ставків то що. Недавно маєтности п. Синельникова опинилися в руках д. Дуриліна, а торік їх передано селянському поземельному банкові й дрібними шматками роспродано переселенцам-зайдам з ріжних повітів. Тепер ці переселенці оселилися навколо с. Раківки і ні виїхати, ні вийти з села людям не дають, а худобу селянську заганяють і навіть вбивають. По якому праву позбавлено раківшан сервітутів і инших вигод – нічого не відомо. Щоб дійти правди на цю кривду,сільська громада обрала двох уповноважених: Гната Духоту й Грицька Рудника,  і вони цими днями подали до головного управителя землеустройства і хліборобства в Петербург відповідну докладну скаргу.
(Од власн. кор.)
Під час повномасштабного вторгнення Росії в Україну с. Раківка було в окупації (24 лютого – 29 березня 2022 р.). Унаслідок бойових дій, умисних дій окремих осіб багато будинків, а також церква, бібліотека зазнали ушкоджень різного ступеня тяжкості.  

Раківці
В Україні є малесеньке село –
Раківкою ще в давнину назвали.
Воно із церквою немовби розцвіло!
Традиції роками зберігали.
Пращури наші так його любили!
Свій край надійно боронили.
У спадок усім нам його передали,
Аби і ми його надійно берегли!
Міняються тут жителі,
Та коріння є!
До рідної домівки все рідше поспішають,
Кожен окремо має десь своє житло.
На кладовищі тут багато рідних спочиває.
І сум, і біль, і негаразди усі разом переживали,
Але веселими, щасливими, співочими були!
Усі разом, усім селом Церкву Пречистій збудували!
Хвала і шана Господу за все, що Він створив:
В честь Матері-Заступниці Храм кам’яний відкрив!
Знайшлися добрі люди – і сестри, і брати,
Щоб прихожанам церкви хто чим допомогти.
Радіє серце в кожного, душа лікує і співає
В того, хто поріг церкви щиро переступає!
Який же це прекрасний, який величний храм!
Який же він просторий, світлий!
Його Господь дав нам!
Спасибі, Господи, що Ти його подарував!
Успінням Матери саме його прославив!

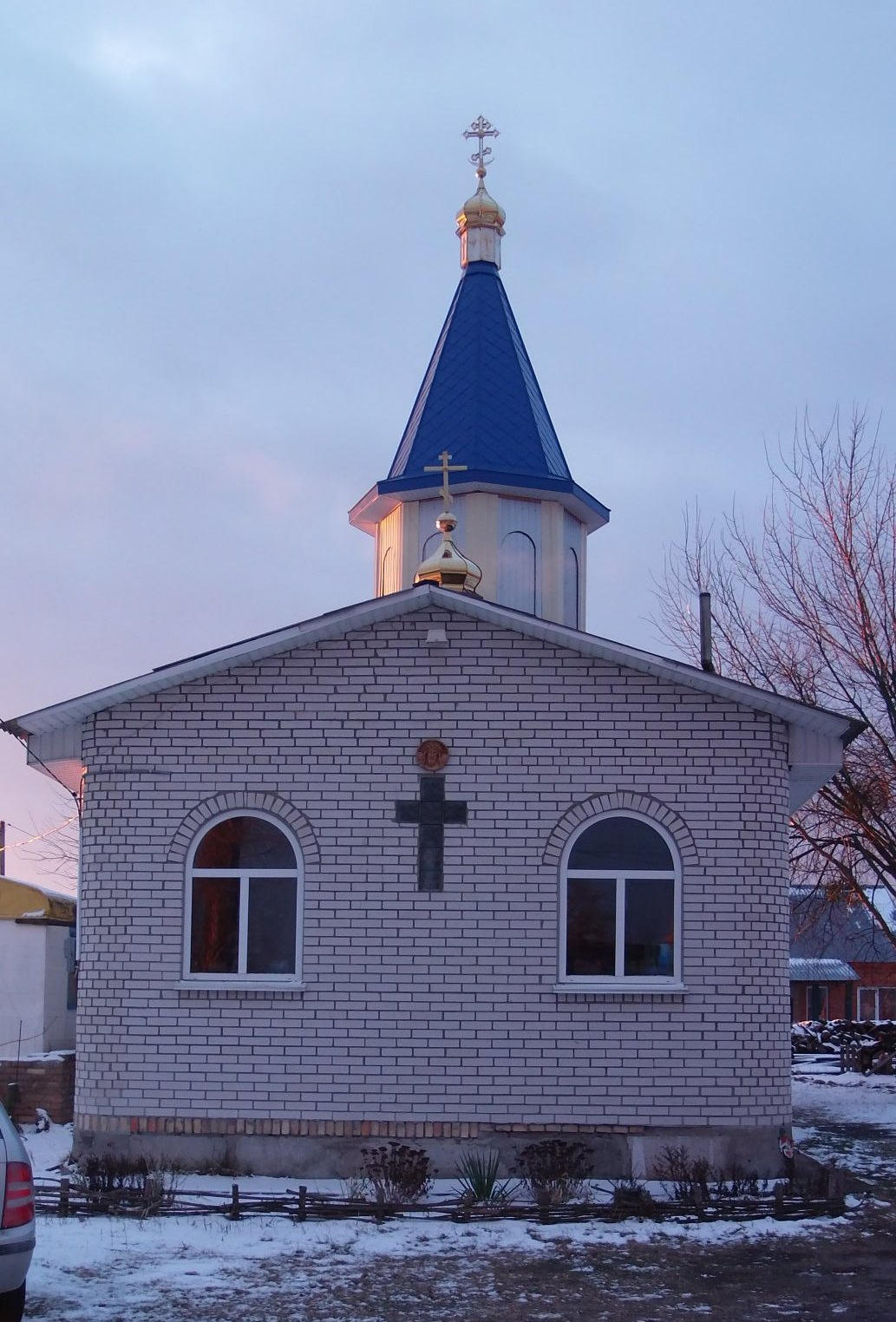
Pаківка

Що саме тут, а не десь там,
Щоб милуватись ним, поставив!
Нехай же поспішають всі сюди,
Аби молитви Господу віддати!
Аби єдиними із Господом були!
Уміли свої душі прикрашати!

Надія Василівна Петренко
7 січня 2022 р.